# Giambattista Bufardeci
Giambattista Bufardeci, detto Titti (Monterosso Almo, 18 aprile 1953), è un politico italiano.

## Biografia
Diplomatosi al liceo classico Tommaso Gargallo di Siracusa, ha conseguito la laurea in giurisprudenza presso l'Università degli Studi di Catania nel 1976.
Appassionato di discipline sportive, ha militato in campionati di categoria per il calcio e in Coppa Italia per il tennis.
Nel 1978 si è iscritto all'albo degli avvocati del Foro di Siracusa. Nel 1984 è stato nominato magistrato onorario della pretura di Siracusa dal consiglio superiore della magistratura ed ha ricoperto tale carica sino al 1989. Avvocato di cassazione dall'anno 2000.

### Deputato all'Ars
Deputato all'Assemblea Regionale Siciliana nella XII legislatura regionale eletto nel 1996 per il CDU. Dal 29 gennaio al 21 novembre del 1998 ha ricoperto la carica di Vicepresidente della Regione Siciliana e Assessore Regionale alla Presidenza nella I Giunta Drago (1998).
Si dimette dall'Ars il 4 aprile 2000.

### Sindaco di Siracusa
Alle elezioni comunali del 12 dicembre 1999 è stato eletto sindaco di Siracusa al ballottaggio con il 73,6% dei voti. Si dimette per incompatibilità con la carica di sindaco nel 2000. Viene rieletto sindaco alle elezioni amministrative del 12 e 13 giugno 2004 con il 51,9% dei voti al primo turno.
Dal luglio 2001 ha rivestito la carica di presidente dell'Associazione Nazionale Comuni Italiani (ANCI) Sicilia e presidente del Consiglio nazionale dell'ANCI. Ha lasciato l'incarico di presidente dell'ANCI Sicilia il 22 luglio 2008, quando al suo posto è stato eletto Diego Cammarata.

### Il ritorno all'Ars
Il 1º marzo 2008 ha rassegnato le dimissioni dalla carica di Sindaco di Siracusa prima di proporre la propria candidatura per le elezioni dell'Assemblea regionale siciliana del 13 aprile 2008, ed è rieletto nella lista del PdL. A maggio dello stesso anno è stato nominato Vice Presidente della Regione Siciliana e Assessore Regionale al Turismo, Trasporti, Sport e Spettacolo nella I Giunta Lombardo (2008-2009).
Nella II Giunta Lombardo (2009-2010) è riconfermato Vicepresidente della Regione Siciliana e Assessore Regionale alla Cooperazione, Commercio, Artigianato e Pesca. Nella III Giunta Lombardo (gennaio - settembre 2010) è Assessore Regionale all'Agricoltura. Nella IV Giunta Lombardo non viene riconfermato.
Il 30 ottobre 2010 lascia il PdL e aderisce al movimento politico Forza del Sud, fondato da Gianfranco Micciché. Nel febbraio 2011 diviene capogruppo all'Ars di Forza del Sud.

### La nomina al Cga
Dopo le elezioni regionali del 28 ottobre 2012, dove non viene rieletto, nel 2013 viene nominato dal Presidente Rosario Crocetta, in quota Regione Siciliana, come magistrato del Consiglio di giustizia amministrativa.
Sospeso dal Tar per un ricorso a fine 2014, viene reintegrato sei mesi dopo dal Consiglio di Stato.

### Procedimenti giudiziari
Nel 2014 viene indagato per peculato dalla procura della Repubblica di Palermo, per le spese non giustificate effettuate durante il suo mandato di capogruppo all'Ars. Nel luglio 2016 il Gup di Palermo archivia l'indagine per peculato.
Nel maggio 2017 viene condannato in appello definitivamente dalla Corte dei conti a risarcire 59.000 euro per danno erariale.